# Diócesis de Magdeburgo
La diócesis de Magdeburgo (en latín: Dioecesis Magdeburgensis y en alemán: Bistum Magdeburg) es una circunscripción eclesiástica de la Iglesia católica en Alemania. Se trata de una diócesis latina, sufragánea de la arquidiócesis de Paderborn. Desde el 23 de febrero de 2005 su obispo es Gerhard Feige.

## Territorio y organización

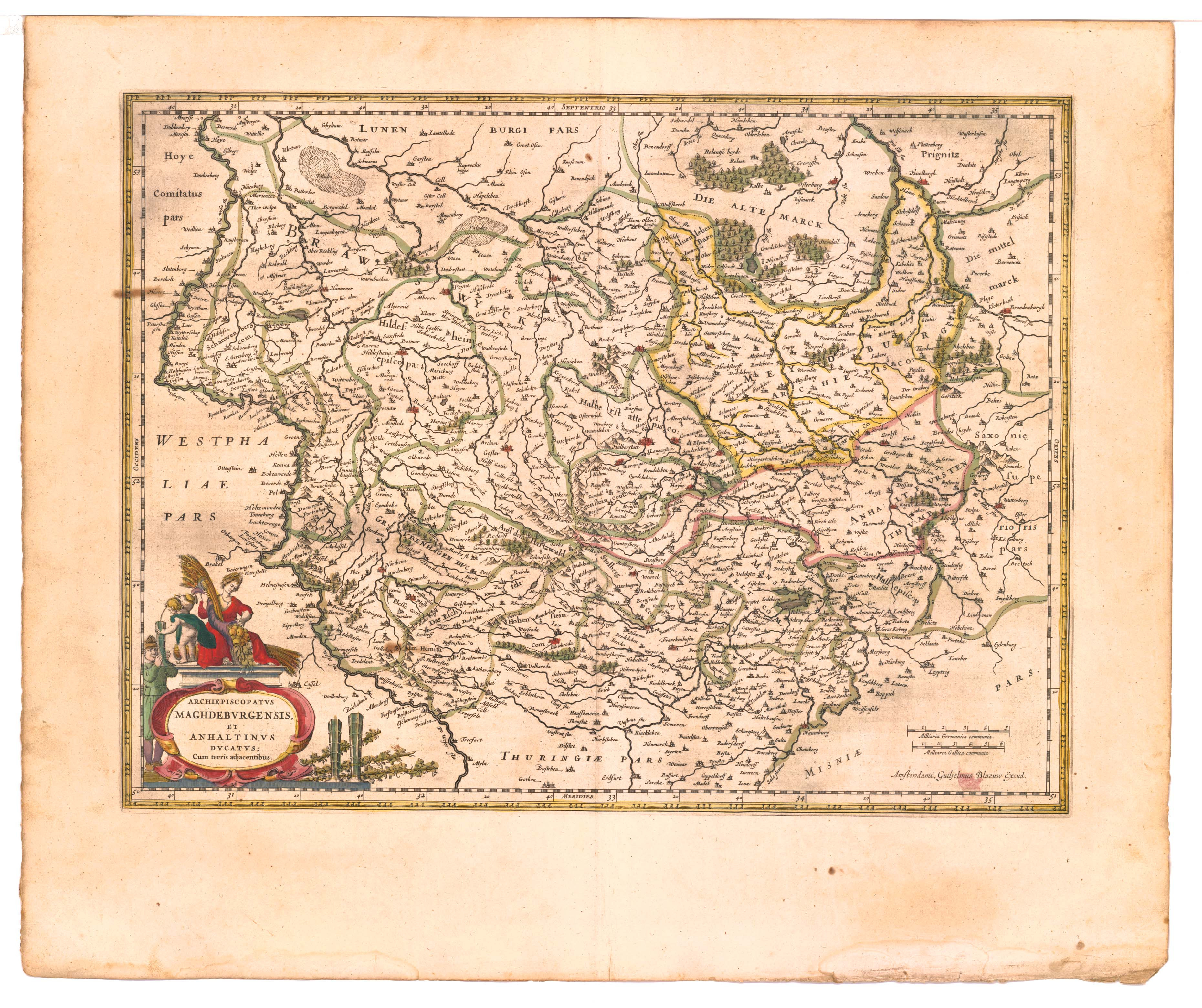
La arquidiócesis de Magdeburgo en 1645

La diócesis tiene 24 141 km² y extiende su jurisdicción sobre los fieles católicos de rito latino residentes en la mayor parte del estado de Sajonia-Anhalt y porciones más pequeñas de los estados de Brandeburgo y de Sajonia.
La sede de la diócesis se encuentra en la ciudad de Magdeburgo, en donde se halla la Catedral de San Sebastián. La antigua catedral de la arquidiócesis de Magdeburgo, la Catedral de los Santos Mauricio y Catalina, desde 1567 pasó al luteranismo y hoy pertenece a la Iglesia evangélica en Alemania Central. En el territorio diocesano también se encuentran las antiguas sedes episcopales medievales de Havelberg, Naumburgo, Halberstadt y Merseburgo.
En 2023 en la diócesis existían 44 parroquias agrupadas en 8 decanatos: Magdeburgo, Merseburgo, Dessau, Egeln, Halberstadt, Halle, Stendal y Torgau.

## Historia

### Antecedentes
En el Sínodo de Ravena de 967, el emperador Otón I obtuvo la aprobación del papa Juan XIII para el establecimiento de la arquidiócesis de Magdeburgo con el objetivo de evangelizar a los pueblos eslavos. Esta decisión afectó la jurisdicción de la diócesis de Halberstadt y de la arquidiócesis de Maguncia. Solo tras la muerte del obispo de Halberstadt, Bernhard von Halberstadt, en febrero de 968, y del arzobispo de Maguncia, Guillermo, en marzo de 968, Otón pudo implementar la resolución del sínodo.
Además de su cargo como metropolitano de una gran provincia eclesiástica, el arzobispo también era Primas Germaniae, es decir primado de Germania. El primado de Magdeburgo se remonta a un documento papal del año 986. En él, al arzobispo de la recién fundada provincia se le concedían los mismos derechos que a los arzobispos de Maguncia, Tréveris y Colonia.
En el siglo XII los arzobispos también establecieron una soberanía territorial, el principado archiepiscopal de Magdeburgo. 
A partir de 1541 el arzobispado cayó en poder de la Casa de Brandeburgo. El cardenal Alberto de Brandeburgo, arzobispo de 1513 a 1545 en una situación política incierta y con pocos recursos económicos disponibles, no pudo oponerse a la expansión del protestantismo en la arquidiócesis. Ni siquiera los intentos de los sucesores Juan Alberto y Federico IV fueron efectivos y de hecho la mayoría de los canónigos de la catedral se habían adherido al protestantismo.
La Reforma protestante se introdujo en Magdeburgo el 17 de julio de 1524, y la ciudad se convirtió en un bastión del protestantismo. La declaración del arzobispo luterano Segismundo de adoptar la nueva doctrina de la Reforma en 1561 anunció el fin del arzobispado católico. Tras la renuncia de Segismundo el 8 de mayo de 1566 el poder pasó a un administrador protestante. En 1567 el cabildo catedralicio también adoptó la Confesión de Augsburgo.

### Luego de la Reforma protestante
Con la Paz de Westfalia se suprimió la arquidiócesis, pero se hizo posible que 17 monasterios católicos siguieran existiendo en los territorios protestantes de las antiguas diócesis de Magdeburgo y Halberstadt. Para asignar estos monasterios a la autoridad episcopal el papa los puso bajo la jurisdicción del nuncio apostólico en Colonia a partir de 1650 y en 1667 el territorio fue agregado al vicariato apostólico de las Misiones del Norte. Desde 1821 pasó a la diócesis de Paderborn.

### Administración apostólica de Magdeburgo
Después de la Segunda Guerra Mundial, partes de la arquidiócesis de Paderborn se encontraron en la zona de ocupación soviética y luego en la República Democrática Alemana y fue cada vez más difícil para los obispos gobernar esos sectores de su arquidiócesis; por esta razón, establecieron un comisariado arzobispal (Erzbischöfliches Kommissariat Magdeburg) con sede en Magdeburgo.
El 20 de julio de 1973 la Santa Sede creó el Bischöflichen Amt Magdeburg (administración apostólica de Magdeburgo), confiando su gestión pastoral a un administrador apostólico de carácter episcopal, suspendiendo efectivamente la jurisdicción de los arzobispos de Paderborn. Los administradores apostólicos fueron Johannes Braun, obispo titular de Puzia de Bizacena (1973-1990), y Leopold Nowak, obispo titular de Cissa (1990-1994).

## Diócesis de Magdeburgo
Con la caída del Muro de Berlín y la reunificación de Alemania, la Santa Sede reorganizó los territorios diocesanos alemanes. Tras el acuerdo con los estados de Sajonia-Anhalt, Brandeburgo y Sajonia de 13 de abril de 1994, fue erigida la diócesis de Magdeburgo, canónicamente constituida mediante la bula Cum gaudio et spe del papa Juan Pablo II el 27 de junio de 1994; la nueva diócesis pasó a ser parte de la provincia eclesiástica de la arquidiócesis de Paderborn.
La diócesis incluía Bischöflichen Amt Magdeburg con la excepción de algunos municipios cedidos a las diócesis de Hildesheim y Dresden-Meissen y a las nuevas diócesis de Érfurt y Görlitz; al mismo tiempo, el territorio se amplió con municipios tomados de Bischöfliches Amt Erfurt-Meiningen (diócesis de Érfurt).
Según la Convención del 13 de abril, el derecho de elección de los obispos recae en el capítulo catedralicio sobre una lista de tres nombres propuestos por la Santa Sede, de acuerdo con el artículo 6 del concordato con Prusia de 1929.
Mediante el breve Sanctum Norbertum de 12 de julio de 1994, san Norberto, san Mauricio y santa Gertrudis de Helfta fueron declarados patronos de la diócesis.

## Estadísticas
Según el Anuario Pontificio 2024 la diócesis tenía a fines de 2023 un total de 82 900 fieles bautizados.
| Año                                                                             | Población            | Población | Población      | Sacerdotes | Sacerdotes    | Sacerdotes    | Bautizados por sacerdote | Diáconos permanentes | Religiosos | Religiosos | Parroquias |
| Año                                                                             | Bautizados católicos | Total     | % de católicos | Total      | Clero secular | Clero regular | Bautizados por sacerdote | Diáconos permanentes | Varones    | Mujeres    | Parroquias |
| ------------------------------------------------------------------------------- | -------------------- | --------- | -------------- | ---------- | ------------- | ------------- | ------------------------ | -------------------- | ---------- | ---------- | ---------- |
| 1980                                                                            | 280 200              | 3 801 000 | 7.4            | 278        | 270           | 8             | 1007                     | 7                    | 13         | 280        | 225        |
| 1990                                                                            | 220 000              | 3 350 000 | 6.6            | 232        | 218           | 14            | 948                      | 22                   | 27         | 280        | 220        |
| 1999                                                                            | 190 500              | 3 000     | 6.3            | 191        | 172           | 19            | 997                      | 29                   | 19         | 202        | 201        |
| 2000                                                                            | 179 000              | 3 000     | 6.0            | 202        | 176           | 26            | 886                      | 29                   | 26         | 205        | 189        |
| 2001                                                                            | 169 500              | 2 900 000 | 5.8            | 177        | 162           | 15            | 957                      | 30                   | 15         | 205        | 187        |
| 2002                                                                            | 168 000              | 2 800 000 | 6.0            | 184        | 160           | 24            | 913                      | 25                   | 24         | 193        | 186        |
| 2003                                                                            | 167 500              | 2 750 000 | 6.1            | 185        | 160           | 25            | 905                      | 25                   | 25         | 193        | 181        |
| 2004                                                                            | 120 000              | 2 723 000 | 4.4            | 256        | 231           | 25            | 468                      | 31                   | 39         | 228        | 186        |
| 2013                                                                            | 86 737               | 2 570 000 | 3.4            | 172        | 149           | 23            | 504                      | 30                   | 165        | 165        | 110        |
| 2016                                                                            | 84 016               | 2 587 000 | 3.2            | 142        | 116           | 26            | 591                      | 32                   | 141        | 141        | 44         |
| 2019                                                                            | 81 140               | 2 618 000 | 3.1            | 127        | 103           | 24            | 638                      | 30                   | 111        | 111        | 44         |
| 2021                                                                            | 81 480               | 2 629 000 | 3.1            | 113        | 97            | 16            | 721                      | 25                   | 84         | 84         | 44         |
| 2023                                                                            | 82 900               | 2 481 300 | 3.3            | 99         | 87            | 12            | 837                      | 24                   | 61         | 61         | 44         |
| Fuente: Catholic-Hierarchy, que a su vez toma los datos del Anuario Pontificio. |                      |           |                |            |               |               |                          |                      |            |            |            |

## Episcopologio

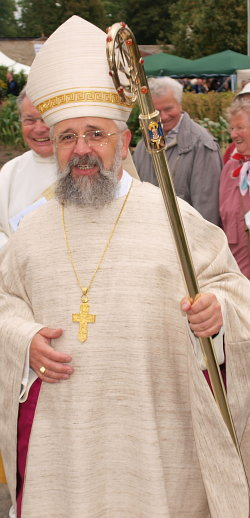
Gerhard Feige, obispo de Magdeburgo desde 2005

- Hans-Georg (Johannes) Braun † (23 de julio de 1973-12 de febrero de 1990 renunció)
- Leopold Nowak (12 de febrero de 1990-17 de marzo de 2004 retirado)
- Gerhard Feige, desde el 23 de febrero de 2005